# Sextant (magazine)
 (mai 2010).
Pour les articles homonymes, voir Sextant (homonymie).
Sextant est un magazine de bande dessinée québécoise consacré à la science-fiction et au fantastique publié annuellement à Montmagny au Québec (Canada) à la fin des années 1980.
Il est l'un des rares magazines de bandes dessinées au Québec à être réalisé entièrement en région.

## Description du contenu
Le contenu de Sextant est composé exclusivement de bandes dessinées et d'illustrations inédites en noir et blanc. On y retrouve aussi un éditorial et une chronique, ainsi que quelques critiques de parutions québécoises dans le domaine de la BD.
Les collaborateurs sont tous d'origine canadienne et sont francophones venant majoritairement de la région de Rivière-du-Loup.

## Historique
Le magazine Sextant, édité par les Éditions Sextant est publié de façon annuelle au Québec de l'automne 1986 au printemps 1989 pendant quatre numéros.
Le projet Sextant est une initiative personnelle de son fondateur, Louis Paradis, pour promouvoir et faire connaître son travail et celui de ses étudiants en bandes dessinées.
Sextant porte en sous-titre Un regard sur la bande dessinée.
Distribué partout au Québec, principalement dans les librairies spécialisées, il est de facture très luxueuse avec une couverture de carton souple en quadrichromie.
Il est l'un des rares périodiques de BD à être réalisés à l'extérieur des grands centres (les villes de Québec et Montréal).
L'éventail des bandes dessinées couvre un champ d'intérêt assez restreint, laissant supposer qu'il y a une contrainte éditoriale se limitant à la science-fiction et au fantastique dans le domaine de l'humour et du réalisme.
En 1989, son fondateur décide de mettre fin à cette aventure éditoriale collective pour se consacrer à ses productions personnelles en BD.

## Fiche technique
- Éditeur : Éditions Sextant, (Montmagny) ;
- Format : 21,5 x 28 cm ;
- Nombre de pages : 68 ;
- Type de papier : couverture en carton souple glacé, intérieur mat ;
- Impression : couverture en quadrichromie, intérieur noir et blanc ;
- Périodicité : annuel ;
- Numéro 1 : 1986 ;
- Numéro 4 : 1989 (dernier numéro).

## Collaborateurs
Quelques-uns de ces artistes travaillent sous un pseudonyme.

### Auteurs de bandes dessinées
Les auteurs de bande dessinée québécois sont généralement à la fois dessinateur et scénariste.
Il arrive qu'ils ne pratiquent qu'une seule de ces deux disciplines, travaillant alors en équipe avec quelqu'un de l'autre discipline.
- Bouluk (Luc Lavoie) ;
- Salvador Dallaire ;
- Michel Grant ;
- Grazo (Francis Pelletier) ;
- Lynch (Louis Paradis) ;
- Révaldor Malder (Salvador Dallaire) ;
- Guy Marcouiller ;
- René Mercier ;
- Serge Mercier ;
- Réjean Morin ;
- Louis Paradis ;
- Rénad (André Tremblay) ;
- Salo (Salvador Dallaire) ;
- Tony (Jacques Laplante).

### Chroniqueurs
- Tony (Jacques Laplante).